# آرامگاه پیرحسن

مقبره اصلی یا آسلی.

«اسکی - آسلی یا اصلی، کند» نام یکی از اراضی کشاورزی محله قراملک تبریز می‌باشد؛ که در چند کیلومتری محله قراملک، کنار کنارگذر غرب تبریز واقع شده است. اصلی کند نام یکی از قصبات خیلی قدیمی تبریز کنار آجی چای بود که بر اثر زلزله در گذشته ویران گشته و مدفون مانده است؛ و اهالی اجداد خود را منتسب به این قصبه قدیمی می‌دانند. در حال حاضر زمین این قصبه در داخل اراضی قراملک می‌باشد و تنها نامی از این قصبه بسیار قدیمی به همراه قبرستان و مقبره اصلی و کرم یا باجی قارداش بجا مانده است. همان‌طور که ذکر شد کنار این مقبره‌ها قبرستانی بسیار قدیمی که به قبرستان مسیحیان مشهور است، نیز وجود داشته که اهالی آن را از پدران خود شنیده‌اند و در حال حاضر نیز کشاورزان هنگام زراعت، استخوان‌های این اموات را مشاهده می‌کنند. همان‌طور که ذکر شد در داخل این اراضی دو چارداق (آلاچیق‌های منحصر بفرد مزارع قراملک) مقدس وجود دارد که در داخل یکی از این چارداق‌ها شخصی به نام اصلی آرمیده است. چند متری به طرف غرب این مقبره، مقبره دیگری منتسب به کرم (معشوقه‌های دنیای ترک) خود نمایی می‌کنند. چرا که قراملک از دیرباز به سرزمین و خاستگاه اصلی، اصلی و کرم معروف است و حتی باغ منتسب به «قاراملیک» پدر اصلی با نام «گوللو باغ» که کرم در این باغ عاشق اصلی شد، در این محله هنوز پابرجا است.
این چارداقها از دیرباز در نظر اهالی مکان‌های مقدسی به‌شمار می‌آمدند و اهالی در این چارداق‌ها شمع روشن می‌کردند یا نذر می‌گفتند در حال حاضر نیز این عقیده نیز پابرجا می‌باشد؛ بعضی اهالی این مقبره‌ها را از امام زادگان یا اولیاالله می‌دانند و این مقبره‌ها (چارداقها) را منتسب به پیر حسن و خواهر وی می‌دانند.
ازمشخصه‌های عجیب این مقبره‌ها به گفته اهالی پنجشنبه شب‌ها از طرف کوه عون بن علی (ائینالی) واقع در مشرق شهر روی مقبره اصلی چراغی آمده بعد از دور زدن این مقبره به مقبره کرم رفته و داخل این چارداق محو می‌شد. این منظره را اکثر اهالی قدیمی با چشم خود دیده و به آن ایمان دارند.
در حال حاضر هم بعضی پیر زن‌ها پنجشنبه‌ها چشم به آن قسمت از اراضی می‌دوزند تا شاید بار دیگر آن را ببینند.
در کنار این مقبره‌ها سنگ بزرگی هم موجود یوده که هر چه قدر سنگ را دور می‌ساختند بازبین این دو مقبره قرار می‌گرفت اما به گفته اهالی این سنگ به همراه سنگ قبرهای دو معشوقه هر دو در اوایل انقلاب دزدیده شده است.
چارداق یا مقبرهٔ اصلی را هر چه قدر درست می‌کنند تا اول صبح فردا باز ویران شده داخل چارداق فرو می‌ریزد؛ بعضی اهالی این پدیده را چنین تفسیر می‌کنند که قاراملیک پدر اصلی از بودن این دو کنار هم ناراضی است و هنوز هم که هنوز است مانع کنار هم بودن این دو معشوقه می‌شود علاوه بر این احداث کنارگذر غرب تبریز که باعث جدایی این دو معشوقه از همدیگر شده است را اهالی فلکلورشناس و اسطوره‌شناس تبریز این چنین تفسیر می‌کنند: "جدا افتادن این دو معشوقه از همدیگر آنهم توسط آسفالت سیاه (قارالیق) همان قاراملیک می‌باشد که اگر تا دیروز با خارسیاه یا سنگ سیاه بین دو گل بوده است امروز در شکل دیگر که آسفالت سیاه می‌باشد مانع وصال این دو معشوقه شده است.
با این حال این مقبره‌ها منتسب به آسلی و کرم یا پیر حسن باشد نزد مردم منطقه مقدس شمرده شده و دارای احترام خاصی می‌باشد!